# Їжатцевиді
Їжатцевиді (Hystricomorpha) — підряд ссавців ряду мишоподібні (Muriformes) надряду Гризуни (Rodentia). Ця велика група гризунів включає дуже гетерогенні форми, серед яких тварини, пристосовані до підземного (Bathyergoidea), напівводного (нутрія), деревного (щетинцеві) способу життя чи бігу (мара). Розміри їжатцевидих також сильно варіюється, від видів вагою ≈ 35 г (голий землекоп) до ≈ 66 кг у капібари, найбільшого живого гризуна. Морфологічні критерії підряду значною мірою засновані на будові нижньої щелепи та черепа, особливо виличної кістки. Подальша диференціація була проведена шляхом молекулярно-генетичних досліджень. Їжатцевиді гризуни з'явилися в Південній Америці в еоцені (≈ 40 Ma), на континенті, де були нижчі звірі (Metatheria), неповнозубі (Xenarthra) й меридіунгуляти (Meridiungulata). Вони, очевидно, прибули на сплавах через Атлантику з Африки. Такий же тип міграції міг відбутися з приматами. На противагу існує також припущення про неарктичне походження їжатцевидих гризунів і їхнє подальше поширення в Південній Америці, а потім — Африці.

## Класифікація до рівня родин
З часу останнього видання «Види ссавців світу» родинний склад підряду зазнав деяких змін:
- а. Вид Laonastes aenigmamus віднесено до родини Diatomyidae, яку до цього вважали вимерлою.
- б. рід Heterocephalus поміщено в родину Heterocephalidae.
- в. визнана в MSW3 родина Myocastoridae була знижена в ранзі, й трибу Myocastorini віднесено до родини Echimyidae[2].
- г. визнана в MSW3 родина Capromyidae була знижена в ранзі, й підродину Capromyinae віднесено до родини Echimyidae[9].

Підряд Їжатцевиді (Hystricomorpha) поділяють на 2 інфраряди, 17 родин, 304 сучасні види.
Інфраряд Ctenodactylomorphi
родина гундієві (Ctenodactylidae), 4 роди, 5 видів — північно-західна та північно-східна Африки
родина діатомісові (Diatomyidae), 1 рід, 1 вид — Лаос
Інфраряд Hystricognathi
парворяд Phiomorpha
родина їжатцеві (Hystricidae), 3 роди 11 видів — Африка, південь Європи, південь і південний захід Азії
надродина Bathyergoidea
родина землекопові (Bathyergidae), 5 родів, 25 видів — субсахарська Африка
родина голоземлекопові (Heterocephalidae), 1 рід, 1 вид — північно-східна Африка
надродина Thryonomyoidea
родина нокієві (Petromuridae), 1 рід, 1 вид — південний захід Африки
родина очеретникові (Thryonomyidae), 1 рід, 2 види — субсахарська Африка
парворяд кавієвиді (Caviomorpha)
надродина голкошерстуваті (Erethizontoidea)
родина голкошерстові (Erethizontidae), 3 роди, 18 видів — Південна, Центральна й Північна Америка
надродина шиншилуваті (Chinchilloidea)
родина шиншилові (Chinchillidae), 3 роди, 6 видів — Південна Америка
родина пакаранові (Dinomyidae), 1 рід, 1 вид — Південна Америка
надродина кавіюваті (Cavioidea)
родина кавієві (Caviidae), 7 родів, 23 види — Південна Америка
родина агутієві (Dasyproctidae), 2 роди, 15 видів — Південна Америка
родина пакові (Cuniculidae), 1 рід, 2 види — Південна й Центральна Америка
надродина Octodontoidea
родина аброкомові (Abrocomidae), 2 роди, 10 видів — Південна Америка
родина тукотукові (Ctenomyidae), 1 рід, 66 видів — Південна Америка
родина щетинцеві (Echimyidae), 35 родів, 102 види — Південна й Центральна Америка
родина дегові (Octodontidae), 7 родів, 15 видів — Південна Америка
Окрім сучасних, до їжатцевидих належать такі вимерлі родини: †Tammquammyidae, †Yuomyidae, †Chapattimyidae, †Tsaganomyidae, †Myophiomyidae, †Diamantomyidae, †Phiomyidae, †Kenyamyidae, †Bathyergoididae, †Cephalomyidae, †Eocardiidae, †Neoepiblemidae, †Heptaxodontidae.